# Titanostrombus goliath
Espèce
Titanostrombus goliath est une espèce de mollusques gastéropodes de la famille des Strombidae.

## Systématique
Le nom valide complet (avec auteur) de ce taxon est Titanostrombus goliath (Schröter (d), 1805).
L'espèce a été initialement classée dans le genre Strombus sous le protonyme Strombus goliath Schröter, 1805.
Titanostrombus goliath a pour synonymes :
- Eustrombus goliath (Schröter, 1805)
- Lobatus goliath (Schröter, 1805)
- Strombus goliath Schröter, 1805